# Walter Flath
Paul Walter Flath (* 26. Juli 1885 in Annaberg; † 27. Dezember 1965 in Ilshofen) war ein deutscher Komponist und  Verleger.

## Leben
Flath wirkte in Leipzig und Dresden, zudem war er Studienrat am Realgymnasium in Radebeul. Zum 1. Mai 1933 trat er der NSDAP bei (Mitgliedsnummer 2.112.237). Zwischen 1910 und 1955 veröffentlichte er zahlreiche Musiknotenwerke, dazu kam im Jahr 1958 Studien zur Melodik und Tonartenverwendung in den Rezitativen der Johannes-Passion von Johann Sebastian Bach: Beiträge zu einer musikalischen Deklamation. Von seinem Wiegenlied (Schlafe, mein Prinzchen, schlaf ein) von ursprünglich Mozart hat sich aus der Zeit um 1935 eine Aufnahme auf einer Schellackplatte erhalten, mit dem Dresdner Mozart-Chor eingespielt und bei Odeon veröffentlicht.

## Veröffentlichungen
- Walter Flath: Studien zur Melodik und Tonartenverwendung in den Rezitativen der Johannes-Passion von Johann Sebastian Bach: Beiträge zu einer musikalischen Deklamation. [Radebeul] [1958].